# Савиново (Карелия)
Сави́ново (карел. Heččul) — деревня в составе Ведлозерского сельского поселения Пряжинского национального района Республики Карелия.

## Общие сведения
Расположена на берегу озера Вохтозеро из которого вытекает река Вухтанеги.

## Фотография

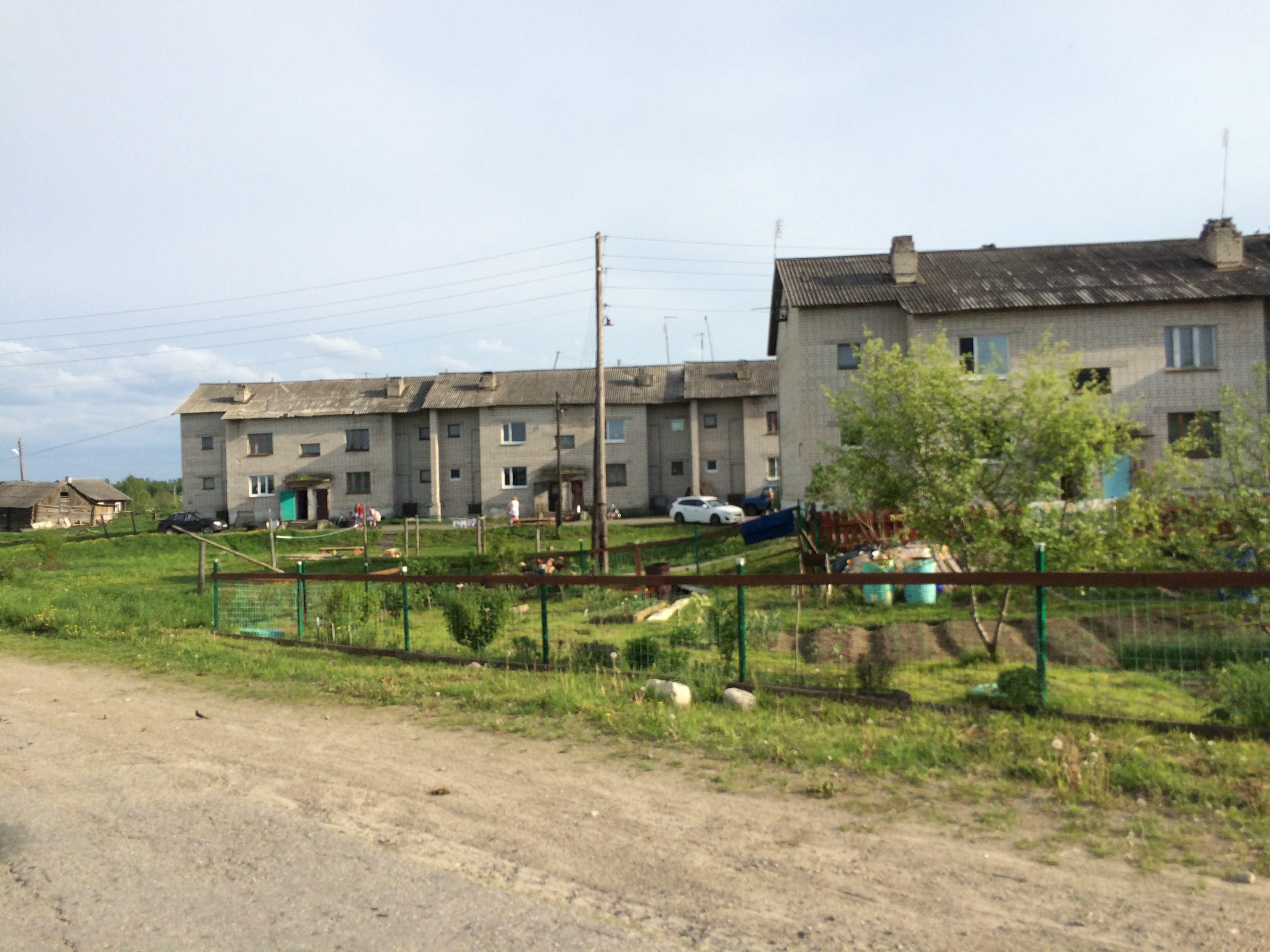
Жилые дома

## Население
| 2002 | 2009 | 2010 | 2013 |
| ---- | ---- | ---- | ---- |
| 143  | ↘121 | ↘98  | ↘94  |